# Edge of the Earth
«Edge of the Earth» (с англ. — «Край Земли») — второй сингл рок-группы 30 Seconds to Mars с одноимённого альбома, выпущенный 3 марта 2003 года.

## Саундтрек
Песня играет в дебютном трейлере игры (представленном на E3 2010) Need for Speed: Hot Pursuit, разработанной Criterion Games и изданной Electronic Arts в 2010 году. Эта песня также играет при запуске игры, на внутриигровом радио и во время некоторых гонок. Благодаря этому, песня получила большую известность среди фанатов игры.

## Список композиций
- Standard

1. Edge of the Earth - 4:36 (radio edit)
2. Edge of the Earth - 4:37 (album version)

- US (CD)

1. Edge of the Earth - 4:37 (album version)